# Isodontia maidli
Isodontia maidli är en biart som först beskrevs av Keizo Yasumatsu 1938.  Isodontia maidli ingår i släktet Isodontia och familjen grävsteklar. Inga underarter finns listade i Catalogue of Life.